# 三人沉浮
《三人沉浮》，為泰國One 31與LINE TV於2019年8月9日起播出的動作犯罪及愛情電視劇，由Mild、Joss及Tay主演。
此劇由GMMTV與製作公司Trasher Bangkok合作拍攝，在2018年11月GMMTV的「Wonder Th13teen」新劇宣傳活動上公開先導預告片。其後，此劇於2019年8月在One 31電視台及LINE TV首播，同年10月終映。

## 劇情簡介
Neo是一個在酒吧工作的雙性戀脫衣舞男，他接到指示要與一個富商的妻子發生關係。而富商在得知這件事後極為憤怒，因此派了自己的手下Phon及Tur收拾Neo。而Shin則是一個不想接手父親事業的年輕男子，並因不願意叫繼母為媽媽與父親爭吵，因而離家出走。Shin的朋友帶他到酒吧散心，並暗中安排了女公關Miw與他發生關係，但由於Shin是同性戀的關係，兩人最後並沒有發生什麼，但因此結下了緣分。
Neo在目睹Tur意外槍殺富商的妻子後，在逃避Phon的追殺下逃到Miw工作的酒吧，同時遇見相識的Shin。在Phon、Neo糾纏期間，Miw在驚慌之下錯手開槍殺掉Phon，Neo、Miw和Shin全部成為被追殺的目標，三人要一起面對困難，並找到辦法擺脫這個危機。同時，三人之間亦開始互相在生理和心理上被對方吸引。

## 演員陣容
註：括號內的演員姓名為小名。

### 主要人物
- 娜帕拉·吉拉威宋謄功（Mild）飾演 Miw

身世可憐的女公關，曾在以前被繼父強姦，現在被不長進的家人的債務困擾著。但她有著只陪酒而不賣身的原則，同時亦有為人的道德底線。
- 韋阿·森恩（Joss）飾演 Neo

脫衣舞男，同時喜歡男生和女生，因客人而捲入逃亡旅程之中。他曾多次目睹Miw偷竊其他人財物的行為，都挺身而出地阻止她。
- 得湾·米弘拉（Tay）飾演 Shin

富商Thana的兒子，同性戀者。與父親關係不好，認為是父親導致了生母的死亡。

### 其他人物
- 瓦查拉·蘇克丘姆（Jennie）飾演 Mae

對Phon有好感的女子，在Phon死後與Tur聯手，追蹤殺掉Phon的Miw、Neo和Shin。
- 彩拿甘·阿旁蘇提南（Gunsmile）飾演 Tur

與Phon同為富商的手下，曾開槍誤殺富商的後妻，後決定與Mae聯手為Phon復仇。
- 努塔吾·詹瑪納（Max）飾演 Phon

在追蹤Neo的過程中，在酒吧內被Miw誤殺。
- Pumipat Paiboon（Prame）飾演 Luang

Miw 的前男友，在三人逃亡期間給予他們很多協助。
- 蘇法空·斯里弗松（Podd）飾演 Leo

Neo的哥哥，一位森林管理員。
- 紹特・維契崔南達（Big）飾演 Thana

Shin的爸爸，從事非法勾當致富。一直希望兒子能繼承自己的事業。
- 茵地拉·謝倫寶娜（英语：Intira Jaroenpura）（Sai）飾演 Kwan

Thana的後妻，曾是一位演員，Shin並不喜歡她，並與Neo一夜情。
- 吉拉迪·庫立亞古（邱常譽／Toptap）飾演 PP

被Thana雇來監視Shin，後來坦承是真的對Shin有好感。
- 西瓦科恩·勒爾科喬特（Guy）飾演 Touch
- 哈里·奇瓦加隆（Ssing）飾演 James

Shin的朋友，嘗試帶Shin去「轉大人」。
- Naphon Phromsuwan（Stop）飾演 Boss John

Thana的同行競爭對手。
- Sarocha Watitapun（Tao）
- 彭帕克·西里古爾（Tai）

Miw的媽媽。
- 克里塔奈·阿薩普拉奇（Nammon）

Shin以在學時喜歡的男生，Shin告白後被其拒絕。

### 特別出演
- 陂諾皮帕·帕塔納汕他儂（Plustor）飾演 護士／殺手

## 外部連結
- GMMTV官方網站（页面存档备份，存于）（泰文）
- MyDramaList 劇集介紹及劇評 （页面存档备份，存于）（英文）
- 豆瓣劇集介紹 （页面存档备份，存于）（中文）